# Station Saint-Rambert-d'Albon
Station Saint-Rambert-d'Albon is een spoorwegstation in de Franse gemeente Saint-Rambert-d'Albon.